# Coline Serreau

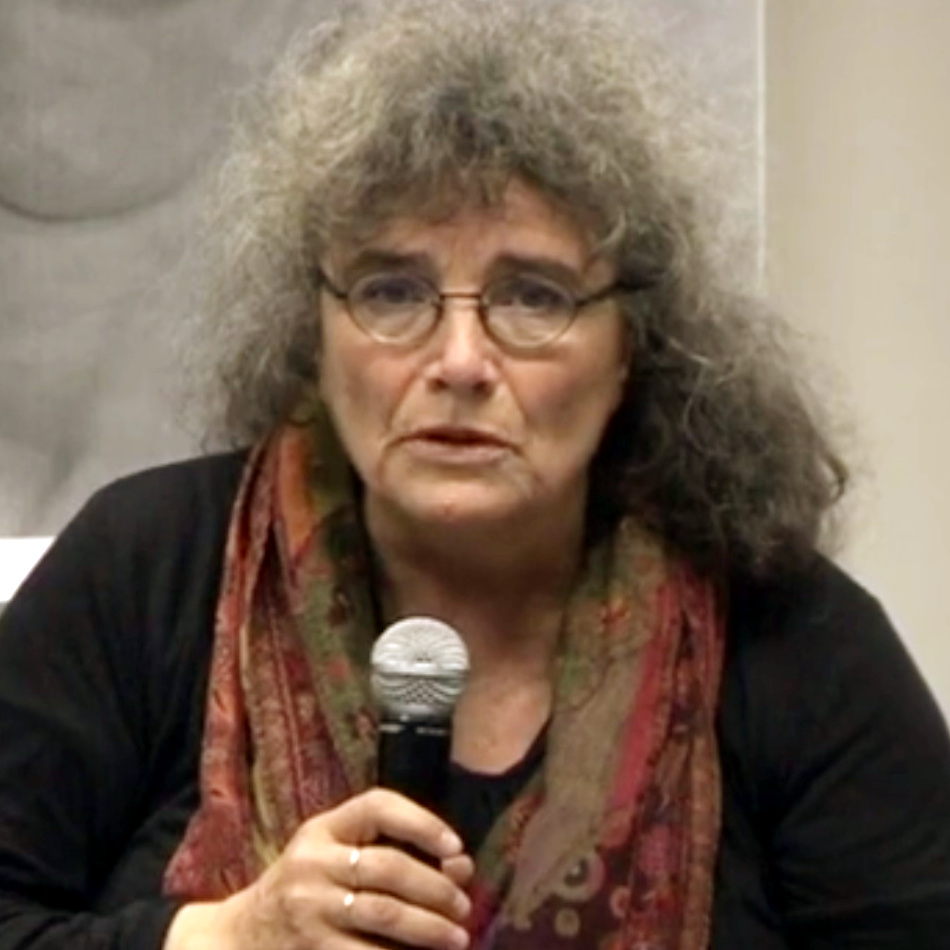
Coline Serreau 2012

Coline Serreau (* 29. Oktober 1947 in Paris) ist eine französische Filmemacherin und Schriftstellerin.

## Leben und Bedeutung
Coline Serreau wurde 1947 in Paris als Tochter der Schriftstellerin Geneviève Serreau und des Theaterregisseurs Jean-Marie Serreau geboren. Sie studierte in ihrer Heimatstadt Literatur-, Musik- und Theaterwissenschaft sowie Zirkus (Trapez). Nach ihrer Schauspielausbildung debütierte sie 1970 am Théâtre du Vieux Colombier und nahm ihre erste Filmrolle in Robert Enricos Un peu, beaucoup, passionnément an; danach spielte sie in diversen Rollen an französischen Spielstätten, teilweise auch mit festem Engagement.
Nach ihrem Debüt vor der Kamera schrieb sie 1973 ihr erstes Drehbuch, das mit ihr in der Hauptrolle 1974 unter dem Titel Irrtum einer Liebesgeschichte von Jean-Louis Bertuccelli verfilmt wurde. 1975 folgte schließlich ihr Regiedebüt in dem fürs Fernsehen inszenierten Kurzfilm Les rendez-vous, zwei Jahre später ihr erster Film, der Dokumentarfilm Mais qu'est-ce qu'elles veulent? (wörtlich: „Aber was wollen sie denn?“), in dem Frauen unterschiedlichster Herkunft interviewt wurden. Der Film erregte Aufsehen wegen der ungewohnten Offenheit der Aussagen.
Coline Serreaus erster Kinofilm war Pourquoi pas?, der unter dem Titel Warum nicht! 1978 in deutschen Programmkinos erfolgreich lief. Indem er in einer tragikomischen, doch realistischen Darstellungsweise von einer Dreiecksgeschichte zweier Männer und einer Frau in einer Wohngemeinschaft am Rande von Paris erzählte, war er ein frühes Beispiel eines Films, in dem homo- und bisexuelle Beziehungen nicht als abseitig und schrill charakterisiert werden. Durch die Konstellation des Dreiecks sowie einen der Hauptdarsteller, Sami Frey, enthält Warum nicht! eine Reminiszenz an Claude Sautets Meisterwerk César und Rosalie von 1972, in dem Frey an der Seite von Romy Schneider (Rosalie) und Yves Montand (César) in Erscheinung trat. In diesem Film konkurrierten die Männer noch um die schöne Frau, doch nachdem Rosalie – nacheinander – mit beiden zusammengelebt hatte, befreite sie sich von ihnen, um ein unabhängiges Leben zu führen, und César und David (Frey) lebten fortan zusammen in einem Haus in einem Vorort von Paris – gleichwohl ohne homosexuell zu sein. Beide Filme, die ganz dem freien Geist der 1970er Jahre verpflichtet waren, standen in der Tradition einer noch berühmteren, älteren Dreiecksgeschichte des französischen Kinos, Jules und Jim von Regisseur François Truffaut (1962), die tragisch endete.
Nach einer weiteren Kinoproduktion kehrte Coline Serreau 1979 zum Fernsehen zurück, realisierte aber in den 1980er Jahren wieder Spielfilme für das Kino. Ihre Filmkomödie Drei Männer und ein Baby  (Trois hommes et un couffin), bei dem sie Drehbuch und Regie übernahm, wurde ein internationaler Erfolg. Das Werk wurde 1986 mit drei Césars, darunter auch in der Kategorie „Bester Film“, ausgezeichnet und als bester fremdsprachiger Filmbeitrag sowohl für den Oscar als auch für den Golden Globe nominiert. Der Nachfolgefilm Noch drei Männer, noch ein Baby konnte an diesen Erfolg nicht anknüpfen.
1986 wurde Serreaus erstes Bühnenstück, Lapin Lapin (Hase Hase), am Théâtre du vieux Colombier de la ville (Paris) uraufgeführt (Regie: Benno Besson). In der Uraufführung spielte sie die Rolle der Mama. Mit Besson folgten Jahre fruchtbarer Zusammenarbeit, er brachte ihre nächsten Stücke Le théâtre de verdure (1987) und Quisaitout et Grobêta (1993) zur Uraufführung.
Einen erneuten, auch kommerziellen Kinoerfolg bewirkte 2005 Serreaus Pilgerkomödie Saint Jacques… Pilgern auf Französisch über den neuerdings wieder wachsenden Pilgerstrom auf dem Jakobsweg.

## Filmografie
- 1974: Irrtum einer Liebesgeschichte (On s'est trompé d'histoire d'amour) – Buch und Darstellerin, Regie: Jean-Louis Bertuccelli
- 1977: Warum nicht! (Pourquoi pas!) – Buch und Regie
- 1978: Mais qu'est ce qu'elles veulent? – Buch und Regie
- 1982: Qu'est-ce qu'on attend pour être heureux! – Buch und Regie
- 1985: Drei Männer und ein Baby (Trois hommes et un couffin) – Buch und Regie
- 1987: Noch drei Männer, noch ein Baby (Three men and a baby) – als Vorlage diente Serreaus Drehbuch zu Drei Männer und ein Baby – Regie: Leonard Nimoy
- 1989: Milch und Schokolade (Romuald et Juliette) – Buch und Regie
- 1990: Drei Männer und eine kleine Lady (3 Men and a Little Lady) – als Vorlage diente Serreaus Drehbuch zu Drei Männer und ein Baby – Regie: Emile Ardolino
- 1992: Die Krise (La crise) – Buch und Regie
- 1996: Der grüne Planet – Besuch aus dem All (La belle verte) – Buch, Regie, Darstellerin, Musik
- 2001: Chaos – Buch und Regie
- 2003: 18 Jahre später (18 ans après) – Buch, Regie und Musik
- 2005: Saint Jacques… Pilgern auf Französisch (Saint-Jacques… La mecque) – Buch und Regie
- 2010: Good food bad food – Anleitung für eine bessere Landwirtschaft (Solutions locales pour un désordre global) – Buch und Regie